# Cozmeni (gmina)
Cozmeni – gmina w Rumunii, w okręgu Harghita. Obejmuje miejscowości Cozmeni i Lăzărești. W 2011 roku liczyła 2115 mieszkańców.